# タイ・スーパーカップ
タイ・スーパーカップ（英語: Thai Super Cup）は、タイ王国におけるサッカーのカップ戦である。タイ・プレミアリーグの上位4チームが出場する。2009年に創設されたが、第1回大会限りで終了している。
リーグ戦優勝チームとカップ戦優勝チームが対戦する一般的な意味でのスーパーカップに当たる大会はコー・ロイヤルカップ（2010年度以降）である。

## 結果
第1回大会には2009年度のタイ・プレミアリーグで優勝したムアントン・ユナイテッド、同準優勝のチョンブリー、同3位のバンコク・グラス、同4位のBECテロ・サーサナが出場した。バンコク・グラスが優勝、BECテロ・サーサナが準優勝した。

### クラブ別成績
| クラブ名          | 優勝回数 | 準優勝回数 | 優勝年度 | 準優勝年度 |
| ----------------- | -------- | ---------- | -------- | ---------- |
| バンコク・グラス  | 1        | 0          | 2009     |            |
| BECテロ・サーサナ | 0        | 1          |          | 2009       |